# 出石焼

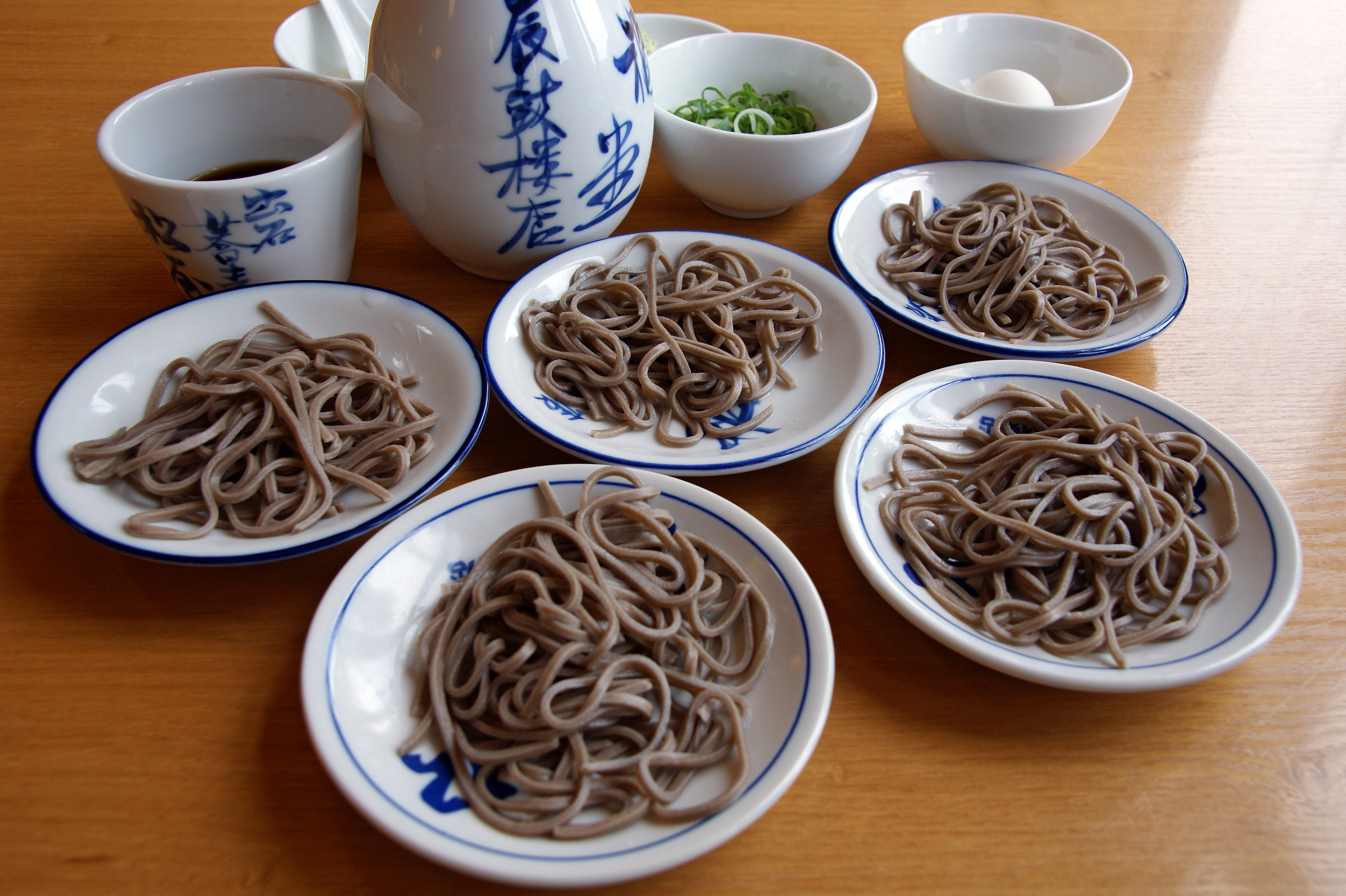
出石蕎麦に使用した出石焼

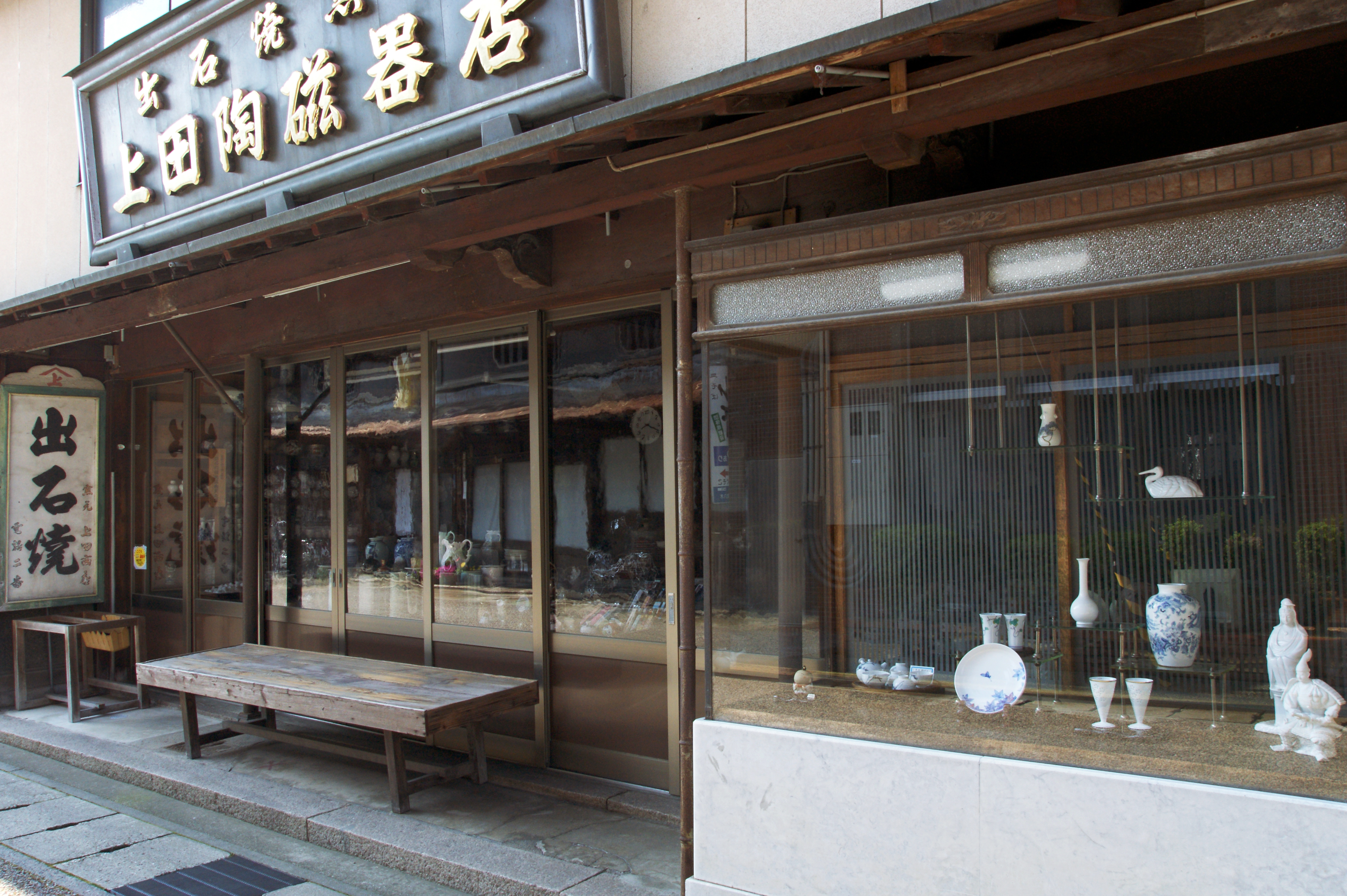
出石焼の販売店（出石）

出石焼（いずしやき）は、兵庫県豊岡市出石町一帯で焼かれる磁器。出石白磁ともいう。

## 歴史
始まりは諸説あるが、1784年(天明4年)伊豆屋弥左衛門が出石郡細見村に土焼の窯を築いたことが始まりとする説が史料の信憑性の高さから、一番有力とされている。しかし、寛政初年頃には経営が行き詰まり、1793年(寛政5年)肥前の石焼職人兵左衛門が伊豆屋窯に立ち寄り、磁器の焼成を試みて成功したことがきっかけとなり、陶器から需要度の高かった磁器に転じたとされる。

## 概要
国内でも珍しい白磁を中心とした焼き物である。透き通るように白い磁肌に、浮き彫りや透かし彫りによる精緻な紋様が際だつ。
出石藩において、江戸時代中期に大量の白磁の鉱脈が発見された。それにより、出石焼磁器が1801年(享和元年)の藩窯開設以降、本格的に生産されるようになった。白磁を特産物とするため伊万里焼の陶工を招聘し、伊万里焼に倣った染付、赤絵などの色物磁器の生産したことが始まりとされる。やがて生産が盛んになって窯元が増え、産地を形成するようになった。これは現在の出石焼に対して古出石焼と呼ばれているもので、最盛期は天保年間とされる。しかし盛衰を繰り返しつつ明治初期に完全に衰退する。その後、明治9年（1876年）に桜井勉らが設立した盈進社が伊万里焼の陶匠柴田善平や友田九渓を指導者として招き、出石焼の品質改良に成功する。この出石白磁を各地の博覧会に出品することで出石焼の名声も高まり、明治37年（1904年）開催のセントルイス万国博覧会では金賞を受賞している。
昭和55年（1980年）3月に経済産業大臣指定伝統的工芸品に指定されている。

## 主な作家
- 四代目 永澤永信